# ローラ・デービース
デイム・ローラ・ジェーン・デービース（Dame Laura Jane Davies DBE、1963年10月5日 - ）は、イギリス・コヴェントリー出身の女子プロゴルファー。

## 経歴・人物
男性顔負けのパワフルなショットを武器に国内外の公式戦で活躍し、海外メジャーで4勝、日本女子ツアーで7勝を挙げている。特に欧州女子ツアーでは最多の45勝を持つ。
2015年に世界ゴルフ殿堂入りした。2018年には初めて開催された全米シニア女子オープンで初代女王に輝いた。

## 主なツアー優勝歴

### LPGAメジャー
- 1987年：全米女子オープン
- 1994年：マクドナルド全米女子プロ
- 1996年：マクドナルド全米女子プロ、デュモーリエ・クラシック

### 日本ツアー
- 1988年：イトーキクラシック
- 1994年：伊藤園レディス
- 1995年：伊藤園レディス
- 1996年：サタケジャパンクラシック、伊藤園レディス
- 1999年：TaKaRa WORLD INVITATIONAL
- 2001年：伊藤園レディス

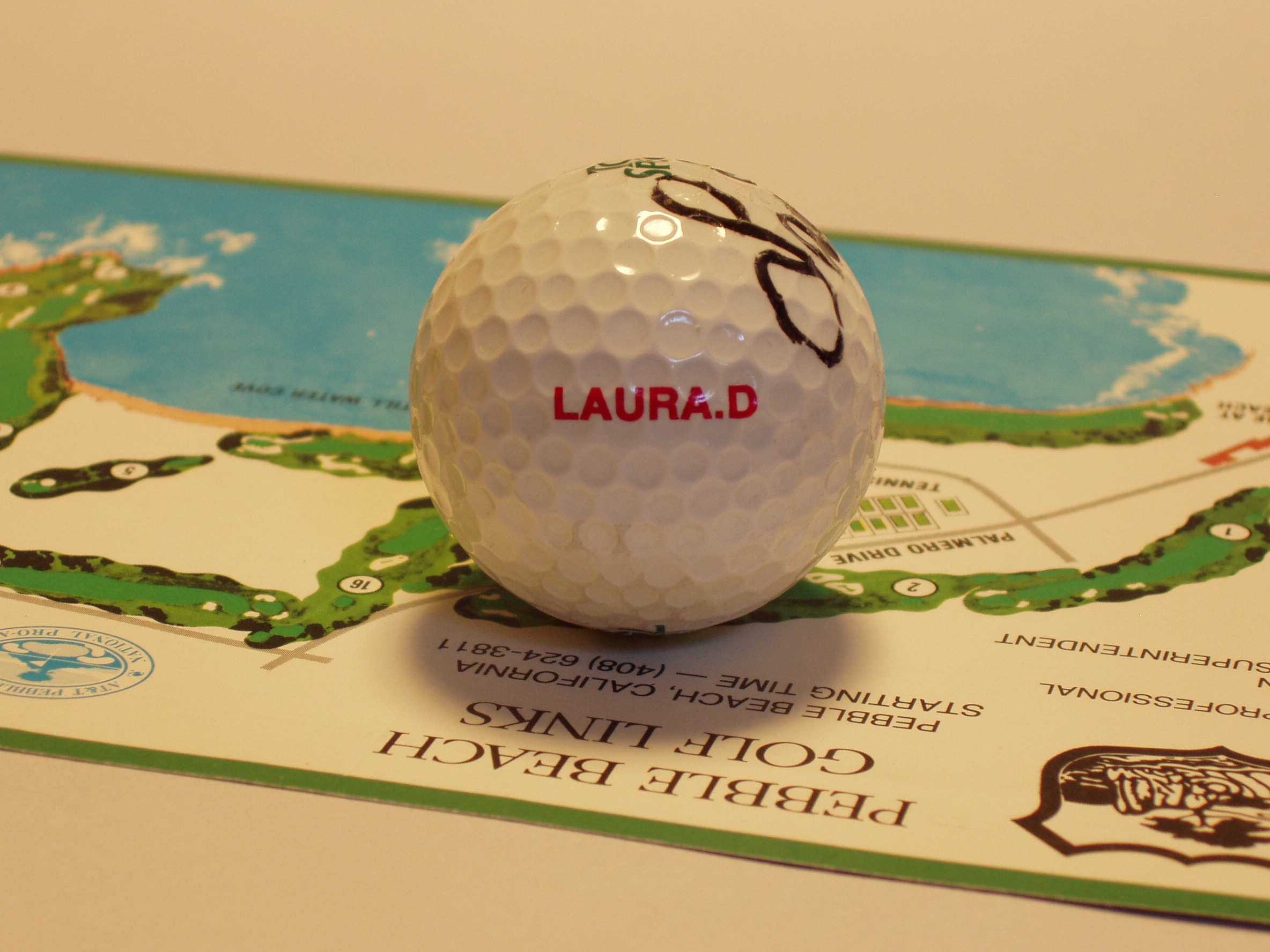
TaKaRa WORLD INVITATIONAL - ローラ・デービースのホールインワンボール（1996年10月5日撮影）
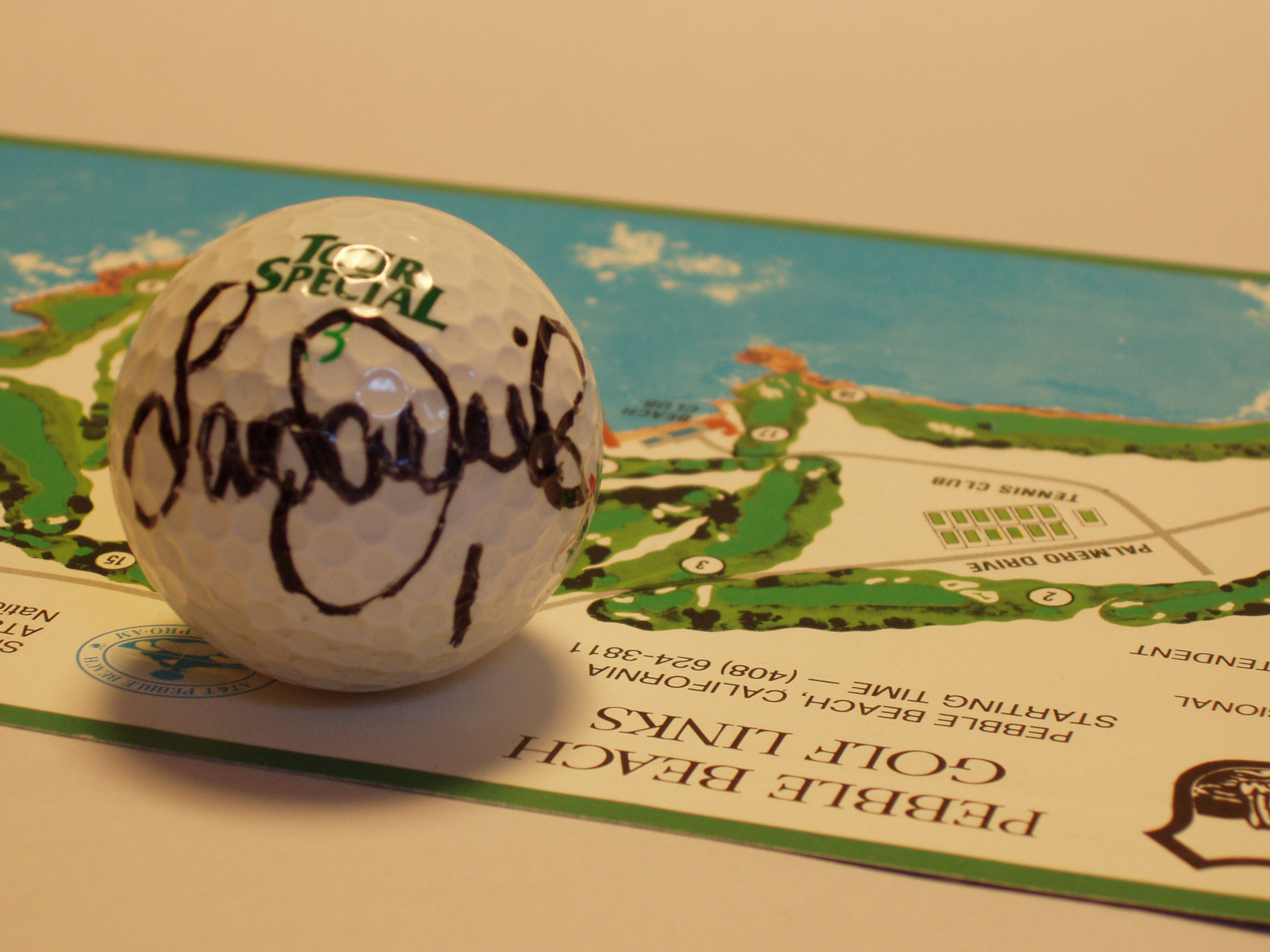
同左、ホールインワンボールにローラ・デービースのサイン（1996年10月5日撮影）